# Othon Russo
Othon Fortes Russo (Rio de Janeiro, 23 de janeiro de 1925 - Rio de Janeiro, 13 de maio de 1999), mais conhecido como Othon Russo, foi um compositor brasileiro.

## Biografia
Tornou-se famoso nos anos 1950, quando suas canções (notadamente sambas-canção e boleros) foram gravadas por cantores populares como Cauby Peixoto, Agostinho dos Santos, Alcides Gerardi, Emilinha Borba, Dalva de Andrade, Zezé Gonzaga e outros.
Continuou fazendo sucesso nos anos seguintes, principalmente na voz de Ângela Maria. O público da Jovem Guarda também apreciou suas composições, gravadas por Wanderléa, Jerry Adriani e até Roberto Carlos ("Gosto do Jeitinho Dela").
Mais recentemente, teve suas canções interpretadas por Elis Regina e Ney Matogrosso, entre outros.